# Takehide Nakatani
Takehide Nakatani (Hiroshima, 9 de julho de 1941) é um ex-judoca japonês, medalhista de ouro nos Jogos Olímpicos de Tóquio na categorias até 68 kg.